# 沙东街道
沙东街道，是中华人民共和国广东省广州市天河区下辖的一个乡镇级行政单位。

## 行政区划
沙东街道下辖以下地区：
沙和社区、范屋社区、濂泉社区、天河山庄社区、陶庄社区和天平架社区。